# Better with the Lights Off
Better with the Lights Off è un brano musicale del duo hip hop statunitense New Boyz, pubblicato come terzo singolo estratto dall'album Too Cool to Care il 2 agosto 2011. Il singolo, che vede la collaborazione di Chris Brown ha raggiunto la quarantasettesima posizione della classifica Billboard Hot 100. Il video musicale del brano è stato diretto da Colin Tilley.

## Tracce
Download digitale
1. Better with the Lights Off (featuring Chris Brown) - 3:39

## Classifiche
| Classifica (2011)    | Posizione più alta |
| -------------------- | ------------------ |
| US Billboard Hot 100 | 38                 |